# Zenit-130
Zenit-130 («Зени́т-130») — малоформатный однообъективный зеркальный фотоаппарат семейства «Зенит», самостоятельно разработанный Белорусским оптико-механическим объединением, и выпускавшийся им с 1998 года. Дальнейшее развитие линейки «Zenit-15М», запущенной в серию в 1990 году. Отличия от предыдущей модели заключались в самосбрасывающемся счётчике кадров и курке новой формы. По неподтверждённым данным, выпускалась также модификация «Zenit-130pro» с повышенной стабильностью выдержек.

## Технические характеристики
- Тип применяемого фотоматериала — 35-мм перфорированная фотокиноплёнка шириной 35 мм (фотоплёнка типа 135) в кассетах. Размер кадра — 24×36 мм.
- Корпус — литой из алюминиевого сплава, с открывающейся задней стенкой, скрытый замок.
- Курковый взвод затвора и перемотки плёнки. Обратная перемотка рулеточного типа. Счётчик кадров самосбрасывающийся при включении обратной перемотки плёнки.
- Затвор — механический, шторно-щелевой с горизонтальным движением матерчатых шторок. Выдержки затвора — от 1/30 до 1/500 сек, «B» и длительная. Выдержка синхронизации с электронной фотовспышкой — 1/30 с.
- Центральный синхроконтакт «Х», кабельный синхроконтакт.
- Штатный объектив (с «прыгающей» диафрагмой) — «Гелиос-44М-4» 2/58, «Гелиос-44М-5» или «МС Гелиос-44М-6».
- Тип крепления объектива — резьбовое соединение M42×1/45,5.
- Фокусировочный экран — линза Френеля с матовым кольцом и микрорастром.
- TTL-экспонометр (заобъективная экспонометрия) с двумя сернисто-кадмиевыми (CdS) фоторезисторами. Светодиодная индикация о работе экспонометрического устройства в поле зрения видоискателя. Полуавтоматическая установка экспозиции на закрытой до рабочего значения диафрагме. При установленной светочувствительности фотоплёнки и выдержке вращением кольца установки диафрагмы необходимо добиться одновременного свечения двух светодиодов. Свечение только одного светодиода информирует о неправильной установке экспозиции: верхний — передержка, нижний — недодержка. Диапазон светочувствительности фотоплёнки 16—640 ед. ГОСТ. При применении светофильтров автоматически вносятся поправки на их плотность.
- Источник питания полуавтоматической экспонометрии — два элемента СЦ-32, МЦ-0,105 (современный аналог LR-44, AG-13).
- Механический автоспуск.
- На фотоаппарате установлено штативное гнездо с резьбой 1/4 дюйма.